# Botanophila ringdahli
Botanophila ringdahli är en tvåvingeart som först beskrevs av Drew 1963.  Botanophila ringdahli ingår i släktet Botanophila och familjen blomsterflugor. Inga underarter finns listade i Catalogue of Life.